# 宮耀月
宮耀月 (1844年—?)，字竹樓，号镜亭，山西省代州直隸州繁峙縣人，清朝政治人物、同進士出身。
光緒十五年（1889年），参加光緒己丑科殿試，登進士三甲21名。同年五月，改翰林院庶吉士。光緒十六年四月，散館，著以知县即用。歷官山東齊東縣知縣。